# Leptogorgia viminalis
Leptogorgia viminalis är en korallart som först beskrevs av Peter Simon Pallas 1766.  Leptogorgia viminalis ingår i släktet Leptogorgia och familjen Gorgoniidae. Inga underarter finns listade i Catalogue of Life.

## Bildgalleri

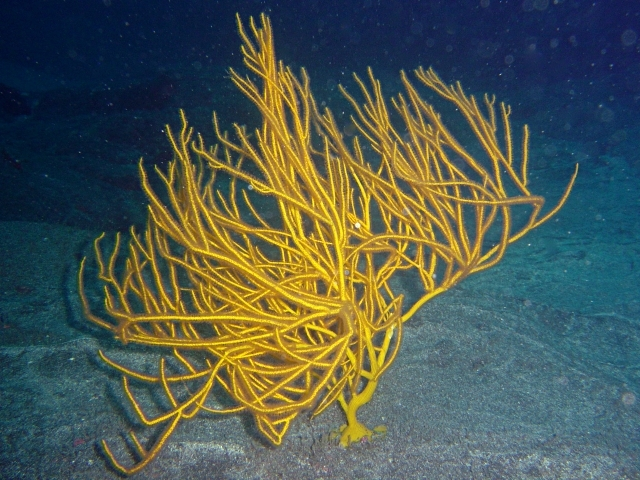